# Museo de Arte de Ribeirão Preto
El Museo de Arte de Ribeirão Preto "Pedro Manuel-Gismondi" (o MARP) es un museo de arte público brasileño en la ciudad de Ribeirão Preto en el estado de São Paulo. La colección del museo es principalmente de arte contemporáneo de artistas locales y regionales. La entrada al museo es gratuita.

## Historia
El museo se inauguró en 1992 con el objetivo de juntar toda la colección de arte municipal en un solo lugar. El museo es un bien público que pertenece a la Secretaría de Cultura del ayuntamiento de Ribeirão Preto. Desde su fundación, el museo está albergado en el edificio de la antigua Sociedad Recreativa, inaugurado en 1908. Años después el inmueble sirvió como la sede del gobierno municipal de Ribeirão Preto hasta finalmente hospedar el actual museo. En el 2000 el museo recibió el nombre de "Pedro Manuel-Gismondi".

## Instalaciones y colección
El museo tiene una colección de arte centrada principalmente en la producción regional de São Paulo, pero también tiene algunas obras de arte de artistas de fuera de São Paulo, incluyendo artistas brasileños importantes para el arte moderno y contemporáneo.
El museo está equipado con una biblioteca especializada y organiza varias actividades educativas y culturales. El museo también tiene un segundo espacio de exposición en el centro de convenciones de Ribeirão Preto.